# Brigitta
Brigitta est un prénom italien et hongrois féminin.

## Équivalents
- Brigitte
- Bridget